# Eosphaerophoria adornata
Eosphaerophoria adornata är en tvåvingeart som beskrevs av Ximo Mengual 2010. Eosphaerophoria adornata ingår i släktet Eosphaerophoria och familjen blomflugor. Inga underarter finns listade i Catalogue of Life.